# Retrat d'un home africà
El Retrat d'un home africà (neerlandès: Portret van een Afrikaanse man) també conegut com a Retrat d'un moro (neerlandès: Portret van een Erm) és una obra del renaixement flamenc del pintor neerlandès Jan Mostaert. Mostaert va fer la pintura entre c. 1520 i 1530. El tema exacte de la pintura ha estat poc clar durant molt de temps, tot i que s'ha descrit la figura com un soldat, un noble o Sant Maurici. El retrat és significatiu en quant podria ser el retrat més primerenc d'un home negre específic en la pintura europea, encara que Sant Maurici i Baltasar, dels Reis Mags d'Orient, han estat normalment retratats en negre des de fa temps.

## Descripció
Si és un retrat real d'un individu en concret, sembla la primera pintura d'un home negre en pintura europea. El Rijksmuseum, que posseeix la pintura, afirma que podria ser Christophle le More, un negre arquer de la Cort de Habsburg de l'emperador Carles V. Aquesta teoria podria estar recolzada per la placa de la Verge de la seva gorra, la qual seria un souvenir d'un pelegrinatge a Halle.
També s'ha afirmat que podria ser un membre del seguici de Margarida d'Àustria, Duquesa de Savoia de la seva Cort a Malines. La postura, la roba i altres detalls podrien indicar un membre de una Cort europea. L'historiador anglès Kate Lowe per això argumenta que podria ser un noble al servei d'un visitant a la Cort de Mechelen, o com a visitant ell mateix. Altres investigadors suggereixen que la insígnia en el seu barret i la bossa podrien indicar possibles orígens espanyols o portuguesos.
El 2013, Wim Pijbes, en una discussió sobre la figura de folklore neerlandesa Zwarte Piet i els seus orígens, esmenta el Retrat d'un home africà, dient que la figura de Zwarte Piet és localitzable com a mínim al segle xvi i la figura negra orgullosa amb una jaqueta de vellut i una boina mostraria avui dia atributs associats amb la figura de Zwarte Piet.
El novembre de 2014 una explicació diferent va ser donada per la investigadora literària i medieval Marie-José Govers. Va reclamar la figura com a representant de Sant Maurici d'Agaunum, un soldat Romà que segons la tradició va venir des de Tebes. Va dir que la figura retratada era un home important, no un criat. Basa això en els guants de pell de cabra, el cinturó cobert amb pedres precioses i l'espasa. També afegeix que l'espasa és especialment un atribut de Sant Maurici i que la insígnia del pelegrí de Mary en la seva boina vermella el mostra com a catòlic. Govers afegeix que el moment quan es va fer la pintura també és important. Ell creu que es va fer entre 1520 i 1525 quan Martí Luter va ser vist com una amenaça pel governant catòlic Carles V i Luther fou excomunicat pel Papa el 1520. Les lluites entre catòlics i protestants foren sovint violentes i la representació de Sant Maurici, un cristià que va rebutjar lluitar contra altres cristians, podria estar relacionat amb aquest fet.
L'historiador d'art i conservador Esther Schreuder discrepa amb els descobriments de Govers, declarant que l'evidència presentada per Govers és massa minsa. Schreuder reclama que l'espasa és un símbol típic per un soldat i que Sant Maurici és més sovint descrit amb una llança sagrada.

## Sant Maurici
Sant Maurici era descrit molt sovint com a soldat negre en Europa del nord, i just en els anys abans de la pintura de Mostaert s'havien produït representacions en retaules per part d'artistes capdavanters com Matthias Grünewald (c. 1517-23) i Lucas Cranach el Vell (1522-25). Però la mida petita del Mostaert és més típica d'un retrat personal.

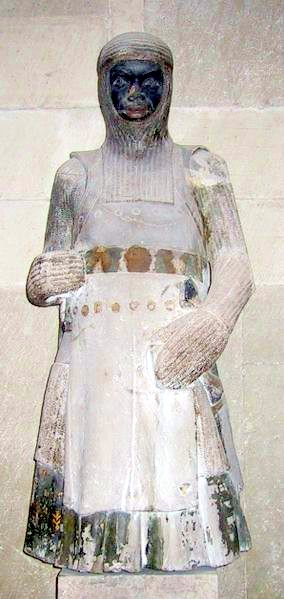
Estàtua de Sant Maurici, al voltant 1250, Catedral de Magdeburg, Alemanya
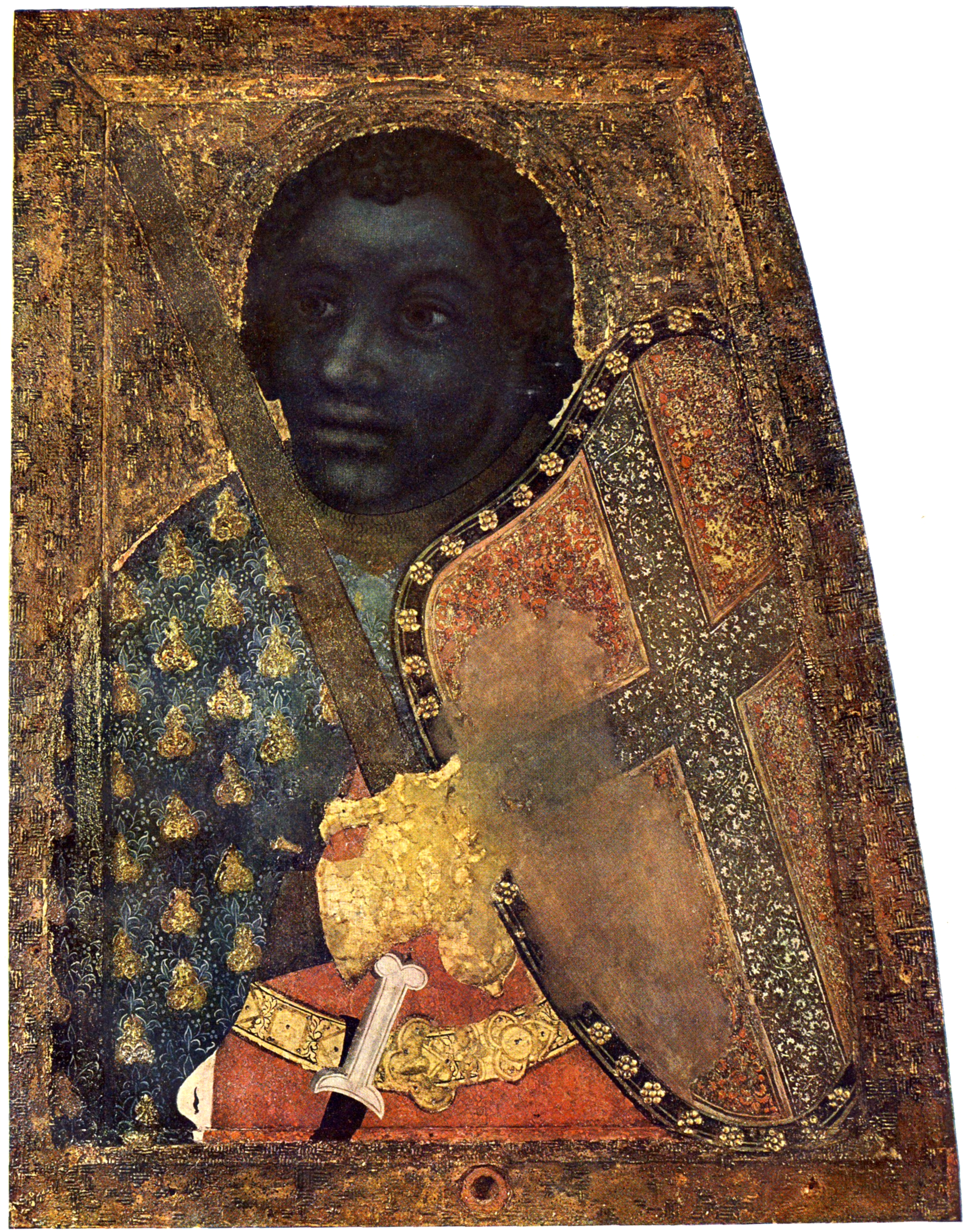
Sant Maurici per Mestre Theoderic, 1360s
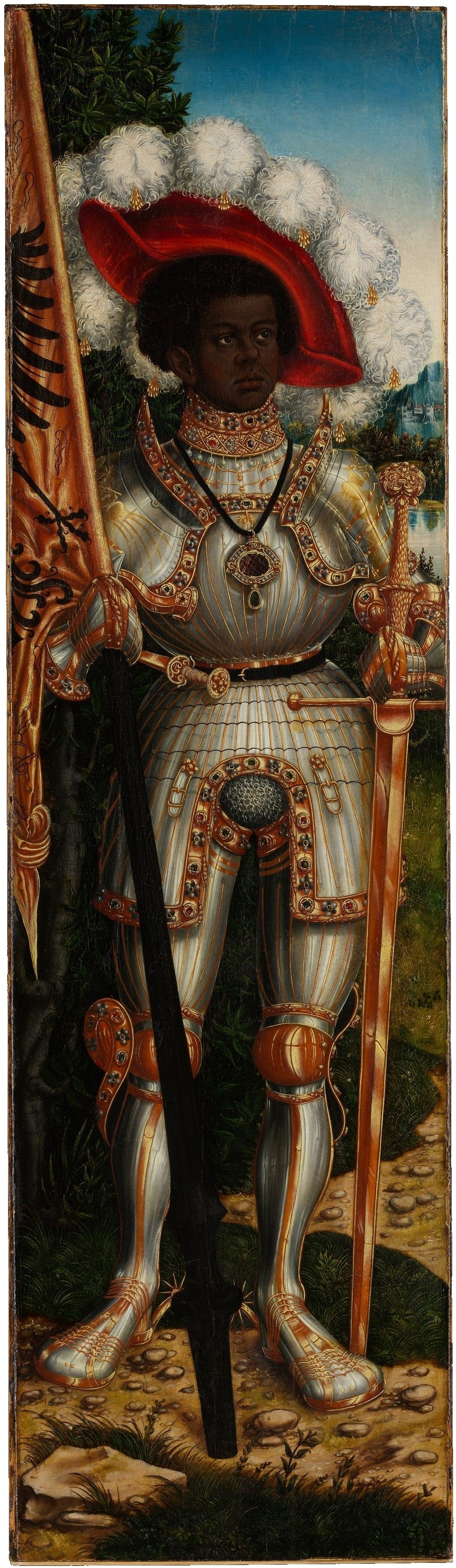
Lucas Cranach el Major (1522-25)
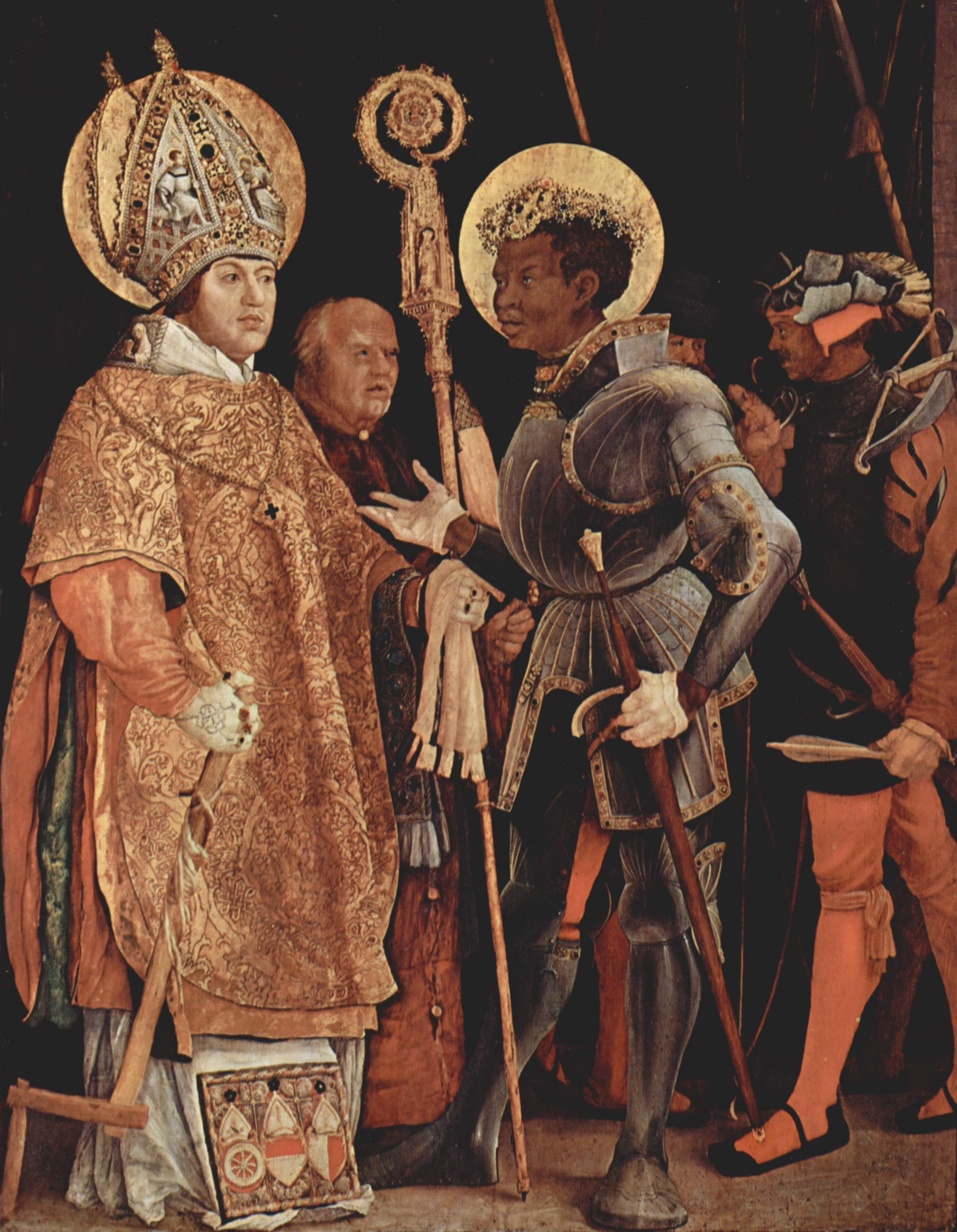
Matthias Grünewald (c. 1517-23)

## Història
La pintura va ser comprada al comerciant d'art Robert Noortman pel Rijksmuseum el juny de 2005 amb suport financer d'entre d'altres la Fundació Rembrandt. Després de la compra la pintura va ser exhibida en el Museu Boijmans Van Beuningen per alguns anys a causa de renovacions al Rijksmuseum.